# Lidija Nikolajewna Alfejewa
Lidija Nikolajewna Alfejewa (russisch Лидия Николаевна Алфеева, englische Transkription Lidiya Alfeyeva; * 17. Januar 1946 in Dnepropetrowsk, Ukrainische SSR; † 18. April 2022) war eine sowjetische Weitspringerin.

## Karriere
Alfejewa wurde von 1974 bis 1976 dreimal in Folge sowjetische Meisterin im Weitsprung. 1975 und 1976 sicherte sie sich außerdem die Titel bei den sowjetischen Hallenmeisterschaften. International trat sie erstmals bei den Leichtathletik-Europameisterschaften 1974 in Rom in Erscheinung, wo sie mit einer Weite von 6,54 m den sechsten Platz belegte. Auf die Siegerin Ilona Bruzsenyák aus Ungarn fehlten ihr 11 cm.
Nachdem Alfejewa bei den Leichtathletik-Halleneuropameisterschaften 1975 in Kattowitz mit 6,29 m Zweite hinter der Rumänin Dorina Cătineanu (6,31 m) geworden war, sicherte sie sich 1976 bei den Leichtathletik-Halleneuropameisterschaften in München mit 6,64 m den Titel. Im selben Jahr feierte sie bei den Olympischen Spielen in Montreal den bedeutendsten Erfolg ihrer Karriere. Mit einer Weite von 6,60 m errang sie die Bronzemedaille hinter der Ostdeutschen Angela Voigt (6,72 m) und der US-Amerikanerin Kathy McMillan (6,66 m). Bei den Olympischen Spielen 1980 wurde sie mit 6,71 m nur Achte, während die Medaillengewinnerinnen alle die 7-Meter-Marke übertrafen.
Lidija Alfejewa war 1,70 m groß, wog zu ihrer aktiven Zeit 62 kg und startete für den ZSKA Moskau.

## Persönliche Bestleistungen
- Weitsprung: 6,84 m, 12. Juni 1980, Moskau
  - Halle: 6,64 m, 22. Februar 1976, München